# Sociedad Europea de Oncología Médica
La Sociedad Europea de Oncología Médica es una organización de carácter científico enfocada en el campo de la oncología médica.

## Acerca de la Sociedad
La Sociedad Europea de Oncología Médica (ESMO, por su nombre oficial en inglés: European Society for Medical Oncology ) es la organización profesional líder en oncología. Con más de 40,000 miembros representados por oncólogos profesionales distribuidos en más de 177 países, ESMO es la sociedad sin fines de lucro, científica y académica de referencia para oncología. Esta sociedad se ha comprometido con la mejora de la atención clínica para los pacientes con cáncer mediante el fomento de la atención integral del mismo, el apoyo a los oncólogos en su desarrollo profesional, y la promoción de la atención sostenible del cáncer en todo el mundo. Fundada en 1975, ESMO es una sociedad de raíces europeas con alcance global. Sus recursos de educación e información apoyan un enfoque multiprofesional integrado para el cuidado del cáncer, desde una perspectiva de oncología médica. ESMO busca borrar los límites en la atención del cáncer, ya sea entre países o especialidades, y perseguir su misión en todo el mundo de la oncología.
En 1990, ESMO  creó su revista científica insignia: Annals of Oncology. Esta revista publica artículos referentes a oncología médica, cirugía, radioterapia, oncología pediátrica, investigación básica y manejo integral de pacientes con neoplasias malignas. Annals of Oncology es la revista oficial de ESMO, y de la Sociedad Japonesa de Oncología Médica (JSMO, por su nombre en inglés: Japanese Society for Medical Oncology) desde el año 2008.
ESMO también realiza cada año un congreso, el cual presenta los últimos avances en ciencia básica, traslacional e investigación clínica relativa al cáncer. Anualmente, asisten aproximadamente 30,000 participantes del área.
Esta sociedad publica manuales, informes de reuniones científicas, y pautas de entrenamiento de referencia en oncología médica.

## Misión
La misión de la sociedad incluye los siguientes rubros:
- Mejorar la calidad de prevención, diagnóstico, tratamiento, atención paliativa, y seguimiento de pacientes con trastornos malignos.
- Avanzar el estado de arte, ciencia, reconocimiento, y la práctica de la oncología.
- Diseminar el conocimiento en oncología a los pacientes de cáncer y público en general.
- Educar y entrenar a las personas que trabajan en atención clínica e investigación relacionada al cáncer.
- Promover la educación en oncología, para asegurar los altos estándares de competencia de los médicos oncólogos dentro de un equipo multidisciplinario.
- Facilitar la igualdad de acceso para todos los pacientes con cáncer a una atención óptima.
- Mantener la conexión con otras especialidades oncológicas, universidades, grupos de pacientes, en su caso particular, con la industria farmacéutica.

## Guías de Prácticas Clínicas deESMO
Las Guías de Prácticas Clínicas de ESMO (En inglés: The ESMO Clinical Practice Guidelines o CPG) tienen la intención de proporcionar a los profesionales dentro del campo de la oncología un conjunto de recomendaciones para los mejores estándares de atención del cáncer, basándose en los hallazgos de la medicina basada en evidencia. Cada guía de práctica clínica incluye información sobre la incidencia de la malignidad, los criterios de diagnóstico, la estadificación de la enfermedad y la valoración del riesgo, los planes de tratamiento y los seguimientos diseñados para ayudar a los oncólogos a brindar una atención adecuada.
- Cáncer de mama
- Cánceres de origen primario desconocido
- Tumores neuroendocrinos
- Cánceres endocrinos
- Cánceres gastrointestinales
- Cánceres genitourinarios
- Cánceres ginecológicos
- Malignidades Hematológicas
- Cánceres de cabeza y cuello
- Síndromes hereditarios
- Tumores pulmonares y de la pared torácica
- Manejo de la anemia y deficiencia de hierro en pacientes con cáncer.
- Melanoma
- Neuro-Oncología
- Sarcoma y tumores del estroma gastrointestinal
- Cuidados paliativos y de apoyo